# رشته‌کوه ماورا آلای
رشته‌کوه ماوراء  آلای شمالی‌ترین بخش کوهستان پامیر و جایی است که کوهستان‌های پامیر و تیان‌شان به هم می‌رسند. برخورد این دو کوهستان زمین‌چهره‌ای را ساخته که امروزه مرز میان استان اوش در قرقیزستان و استان خودمختار کوهستان بدخشان در تاجیکستان است. فراتر از این رشته‌کوه به سوی شمال دشت آلای گسترده شده و به سوی جنوب رودخانه موک‌سو جای دارد. بلندترین قلهٔ این رشته‌کوه قله ابن‌سینا با بلندای ۷٬۱۳۴ متر می‌باشد.